# Nollund Sogn
Nollund Sogn (bis 1. Oktober 2010: Nollund kirkedistrikt  (dt.: Kirchenbezirk) im Grindsted Sogn) ist eine Kirchspielsgemeinde (dän.: Sogn) im südlichen Dänemark. Bis zum 1. Oktober 2010 war sie lediglich ein Kirchenbezirk im Grindsted Sogn. Als zu diesem Termin sämtliche Kirchenbezirke Dänemarks aufgelöst wurden, wurde sie ein selbständiges Sogn.
Im Kirchspiel leben 354 Einwohner (Stand: 1. Januar 2025). Im Kirchspiel liegt die Kirche „Nollund Kirke“.

## Geschichte
Bis 1970 gehörte Grindsted Sogn zur Harde Vester Horne Herred im damaligen Ribe Amt, danach zur Grindsted Kommune im erweiterten Ribe Amt, die im Zuge der  Kommunalreform zum 1. Januar 2007 in der Billund Kommune in der Region Syddanmark aufgegangen ist.